# Posoqueria laurifolia
Posoqueria laurifolia är en måreväxtart som beskrevs av Carl Friedrich Philipp von Martius. Posoqueria laurifolia ingår i släktet Posoqueria och familjen måreväxter. Inga underarter finns listade i Catalogue of Life.